# بیشه (الیگودرز)
آبشار بیشه دورود
آبشار بیشه
یکی از جاذبه‌های طبیعی و مشهور استان لرستان در غرب ایران است. این آبشار با طبیعت سرسبز، هوای دل‌انگیز و موقعیت منحصربه‌فرد جغرافیایی، هر ساله گردشگران بسیاری را از سراسر کشور به خود جذب می‌کند.

## مشخصات جغرافیایی
آبشار بیشه در بخش پاپی، دهستان سپیددشت، روستای بیشه قرار دارد. این منطقه از نظر تقسیمات کشوری زیرمجموعه شهرستان خرم‌آباد است. آبشار در ارتفاعات رشته‌کوه زاگرس واقع شده و از چشمه‌های طبیعی تغذیه می‌شود.

## دسترسی

### دسترسی از دورود
یکی از اصلی‌ترین مسیرهای دسترسی به آبشار، از شهرستان دورود است. فاصله آبشار تا مرکز شهر دورود حدود ۳۵ کیلومتر است و می‌توان با خودرو شخصی یا قطار به آن رسید. ایستگاه راه‌آهن بیشه، در چند صد متری آبشار قرار دارد و اکثر گردشگران با قطار از تهران یا دورود به این نقطه می‌رسند. مسیر قطار از دورود به بیشه از زیباترین مسیرهای ریلی ایران به شمار می‌آید.
شهرستان دورود در شرق استان لرستان واقع شده و به دلیل موقعیت جغرافیایی خاص خود، دروازه ورود به بسیاری از جاذبه‌های طبیعی استان محسوب می‌شود. این شهر با برخورداری از شبکه ریلی فعال و نزدیکی به جنگل‌ها و کوه‌های زاگرس، به مرکز گردشگری طبیعت‌گردی در لرستان تبدیل شده است. ایستگاه راه‌آهن دورود از پرترددترین ایستگاه‌های غرب کشور است و نقش مهمی در اتصال مناطق مرکزی ایران به جنوب دارد.

### دسترسی از خرم‌آباد
از خرم‌آباد نیز می‌توان به آبشار بیشه دسترسی پیدا کرد. این مسیر از طریق جاده‌ای آسفالت و کوهستانی به طول حدود ۶۵ کیلومتر طی می‌شود و معمولاً بین ۱ تا ۱.۵ ساعت زمان می‌برد. این مسیر نیز دارای مناظر طبیعی زیبا است، اما نسبت به مسیر دورود طولانی‌تر و پیچ‌درپیچ‌تر است.

## موقعیت ثبتی
آبشار بیشه در تاریخ ۲۷ اسفند ۱۳۸۷ با شمارهٔ ثبت ۲۴۴۹ در فهرست آثار طبیعی ملی ایران به ثبت رسید. این اثر در حوزه جغرافیایی شهرستان خرم‌آباد ثبت شده است، اما به دلیل نزدیکی بسیار بیشتر به شهرستان دورود و دسترسی آسان‌تر از آن، در میان مردم و حتی در منابع غیررسمی با عنوان «آبشار بیشه دورود» نیز شناخته می‌شود.

## بررسی ثبت و تعلق منطقه‌ای
از دیدگاه اداری و تقسیمات رسمی، ثبت آبشار به نام شهرستان خرم‌آباد صحیح است، چرا که روستای بیشه در حوزه آن قرار دارد. با این حال، از نظر فاصله جغرافیایی، دسترسی توریستی، و ذهنیت عمومی مردم، آبشار بیشه عملاً به شهرستان دورود نزدیک‌تر است و بخش اعظم خدمات گردشگری (مانند ایستگاه راه‌آهن و مسیر اصلی جاده‌ای) از این شهر فراهم می‌شود.
برخی کارشناسان و فعالان محلی معتقدند با توجه به نقش پررنگ دورود در توسعه گردشگری آبشار بیشه، شایسته است که این اثر طبیعی به صورت مشترک میان دو شهرستان یا با نام ترکیبی (مانند \"آبشار بیشه دورود\") در منابع رسمی شناخته شود. این موضوع می‌تواند به هم‌افزایی بیشتر در حفاظت، توسعه زیرساخت و جذب گردشگر کمک کند.

## جمعیت
این روستا در بخش پاپی خرم آباد  قرار دارد در ساس سرشماری مرکز آمار ایران در سال ۱۳۸۵، جمعیت آن ۳۱ نفر (۶خانوار) بوده‌است.